# 豊井村
豊井村（とよいむら）は長野県下水内郡にあった村。現在の中野市大字上今井・豊津にあたる。

## 地理
- 河川：千曲川

## 歴史
- 1889年（明治22年）4月1日 - 町村制の施行により、上今井村・豊津村の区域をもって発足。
- 1956年（昭和31年）9月30日 - 永田村と合併して豊田村が発足。同日豊井村廃止。

## 交通

### 鉄道路線
- 日本国有鉄道
  - 飯山線
    - 上今井駅 - 替佐駅

### 道路
- 国道117号

現在は旧村域を上信越自動車道が通過するが、当時は未開通。